# Transpolaire driftstroom

De situering van de Beaufortgyre (oranje) en de Transpolaire driftstroom (blauw). De Noordpool is het middelpunt van de gestippelde cirkel. De punt van het oranje en blauwe gebied geeft de stroomrichting aan.

De Transpolaire driftstroom (TPD) is een grote oceaanstroom in de Noordelijke IJszee.
De zeestroom transporteert oppervlaktewater en zee-ijs van de Laptevzee en de Oost-Siberische Zee naar de Straat Fram tussen Groenland en Spitsbergen. Ten zuiden van de zeestraat gaat de Transpolaire driftstroom over in de Oost-Groenlandstroom.
Tussen Canada en de driftstroom ligt de Beaufortgyre.
De zeestroom stroomt door de mariene ecoregio Laptevzee en door de mariene ecoregio Noordelijk Groenland.

## Driften
Uit driftexperimenten met schepen zoals de Fram en de Tara en hun expedities bleek dat het driften tussen de twee en vier jaar duurt. Recente satellietgegevens en het meest recente driftexperiment, MOSAiC, laten zien dat de stroming is versneld en dat het ijs veel sneller dan voorheen drijft, in minder dan twee jaar over de Noordelijke IJszee.
In 1937 beschreef Piotr Shirshov bij het Sovjet-driftijsstation Noordpool-1 deze drift. De stroom transporteert water via grofweg twee belangrijke routes naar de noordelijke Atlantische Oceaan met een snelheid van ongeveer 2,4 km per dag. Het wordt voornamelijk door de wind aangedreven en stroomt ruwweg van de noordkust van Rusland en Alaska, soms afbuigend in de richting van de Beaufortzee, voordat het uitmondt in de Atlantische Oceaan. Het wordt aangehaald als een belangrijke factor in de atmosferische veranderingen in de Noord-Atlantische Oceaan en de Arctische Oscillatie. De drift volgt doorgaans een van de twee paden voordat hij via de Straat Fram de noordelijke Atlantische Oceaan verlaat.
Op tienjarige en langere tijdschalen beïnvloeden de indices van de Noord-Atlantische Oscillatie (NAO) en de Arctische Oscillatie (AO) het stromingspatroon van de Transpolaire driftstroom. In tijden van een positieve NAO (NAO+) en een positieve AO (AO+) is er een zwakke poolhoogte en de daarmee samenhangende oppervlaktewinden produceren een cyclonische (tegen de klok in) ijsdriftbeweging in het oostelijke deel van de Noordelijke IJszee. In dit geval stroomt de drift van de Laptevzee naar de Beaufortzee voordat hij via de Straat Fram de Noordelijke IJszee verlaat. Omgekeerd is er tijdens perioden van NAO- en AO- een sterke poolhoogte en stroomt het ijs in een anticyclonische beweging (met de klok mee) in het Euraziatische bekken. In deze fase stroomt de drift rechtstreeks van de Laptevzee door de Straat Fram.